# Megachile crotalariae
Megachile crotalariae är en biart som först beskrevs av Schwimmer 1980.  Megachile crotalariae ingår i släktet tapetserarbin, och familjen buksamlarbin. Inga underarter finns listade i Catalogue of Life.